# Национализм в России
Национализм в России — совокупность российских националистических политических идеологий и систем убеждений. На территории России присутствуют формы как гражданского, так и этнического национализма. Этнический национализм имеет некоторое распространение как в среде русских (русский национализм), так и в среде этнических меньшинств России.
С возникновением Российской империи основой государственной идеологии стало понятие патриотизм, который фактически стал синонимом национализма и понимался как высшая нравственная добродетель, например, в мировоззрении таких деятелей как Екатерина II, Николай Карамзин и др. После Отечественной войны 1812 года идеи патриотизма стали важным компонентом как идеологии западников (Тимофей Грановский, Виссарион Белинский и др.) и славянофилов (Алексей Хомяков, Иван Киреевский и Пётр Киреевский и др.), так и теории официальной народности Сергея Уварова.
Этнический национализм в России сформировался в рамках почвеннического варианта славянофильства в его противопоставлении либеральному западничеству, а также на этнических окраинах Российской империи в качестве движения за повышение статуса «инородцев» или за создание собственной государственности этнических меньшинств.
В конце XX века этнический национализм усилился в СССР, где государство оказывало поддержку развитию этнических культур. Этнический национализм фактически был частью социалистического федерализма. В условиях кризиса коммунистической идеологии и политической системы этнический национализм сыграл значительную роль в распаде СССР.
В постсоветский период среди российских обществоведов получила широкое распространение идея гражданского патриотизма и связанная с ним концепция российской гражданской нации.
В России действия, направленные на возбуждение ненависти или вражды по признакам расы, национальности, религии и др., запрещены в Конституции и Уголовном кодексе.

## Терминология
На Западе понятия национализм и патриотизм часто рассматриваются как синонимы, тогда как в России эти термины обычно противопоставляются и наделяются аксиологическими характеристиками: патриотизм воспринимается как положительное явление, национализм — как негативная идеология, которая противопоставляет народы и государства.

## Русский национализм

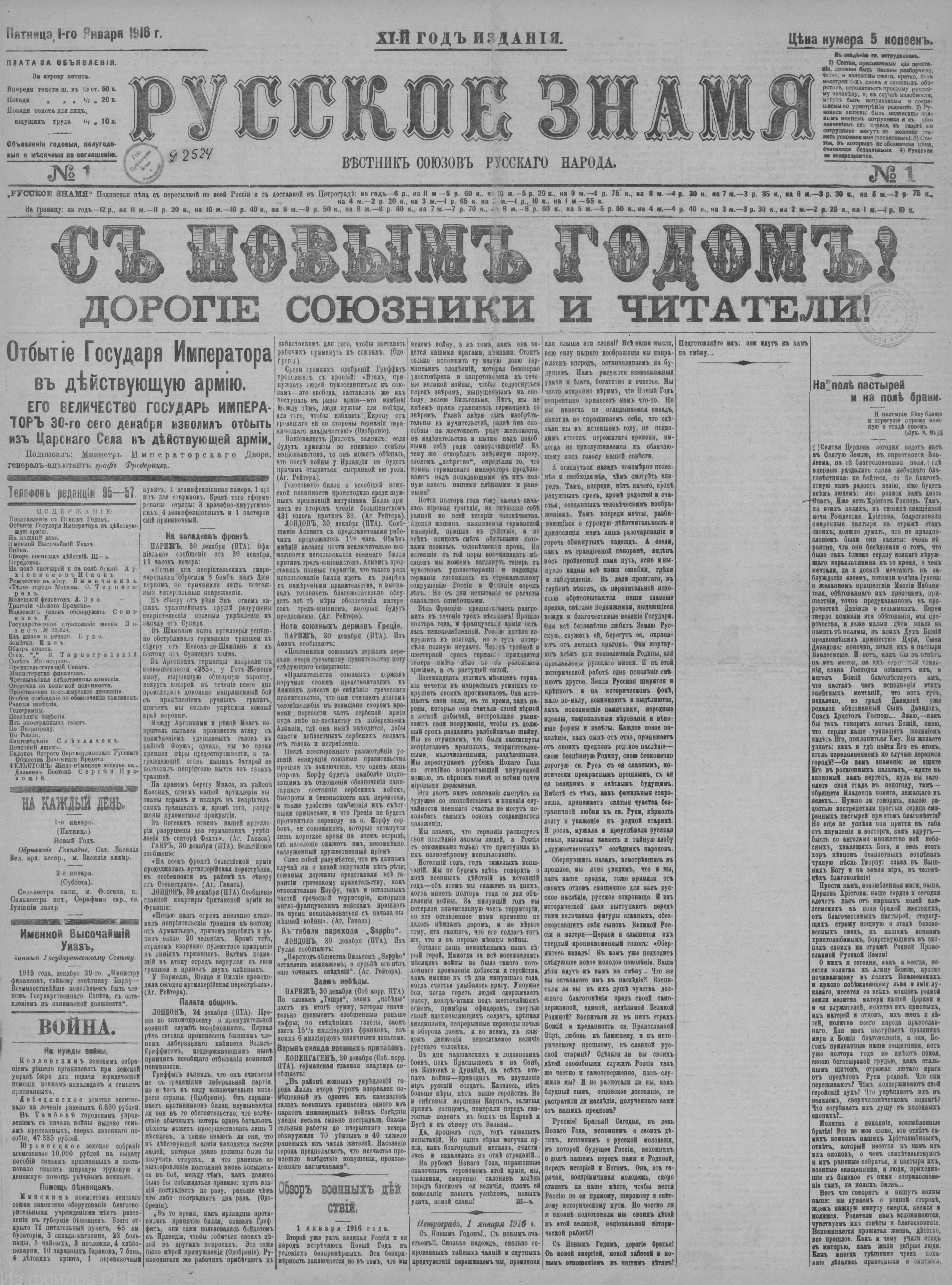
Первая полоса газеты «Русское знамя» от 1 (14) января 1916 года, центральный печатный орган «Союза русского народа»

Начиная с теории «Москва — третий Рим» и старших славянофилов в России преобладал православный религиозный патриотизм. К этому направлению принадлежал ряд христианских мыслителей, автор «Русской идеи» (1946) Николай Бердяев, автор «Наших задач» (1948—1955) Иван Ильин. В числе современных православных писателей также присутствуют авторы, которые подчёркивают национальный аспект, но в целом остаются в рамках христианских ценностных и смысловых представлений. С этим течением связан универсализм, «всечеловечность» классической русской культуры, о которой писал Фёдор Достоевский.
В истории русской мысли присутствуют ряд направлений, которые являются националистическими в узком значении термина, начиная от Николая Данилевского, некоторых работ Василия Розанова и др. Ориентиром для них служили на христианские универсалистские идеи, но на первом плане находились русские национальные задачи, которые были актуальны для конкретного периода русской истории. Границы между православным патриотизмом и просвещённым национализмом в значительной мере условны.
Либерально-демократический тип русского национализма представляет собой разновидность либеральной идеологии, в рамках которой Россия и русские рассматриваются как часть европейского постхристианского мира (например, ряд авторов современного журнала «Вопросы национализма»).
Русский неоязыческий национализм ориентируется на представления о славянской и русской дохристианской культуре, часто включает в себя антихристианские, расистские, антисемитские, ультраправые радикально-националистические и неонацистские идеи.

## Национализм при Путине
В 2017 году политолог и исследователь России Тарас Кузьо говорит, что в России на протяжении правления Путина во властной верхушке возникли агрессивные и шовинистские отношения к Украине, ставшие консенсусом и объединившие разобщенную в прочих вопросах российскую элиту, патриотов и либералов. Политолог отмечает эволюцию национализма в путинской России, которая проходила на протяжении президентства четырёх украинских президентов с Кучмы и до Порошенко. Движение Путина в сторону национализма и антиукраинского шовинизма происходило вместе с превращением России в «консолидированный авторитарный режим» после Революции Роз 2003 года в Грузии и Оранжевой революции 2004 года в Украине, чему исследователь находит подтверждения в речи Путина на Мюнхенской конференции 2007 года и в выступлении на саммите НАТО 2008 года.
Общественные националистические движения на протяжении правления Путина стали менять свою форму и либо были распущены, либо перешли к работе в легальном поле. Правые ушли от уличных драк после того, как российские власти признали экстремистскими самые крупные и агрессивные негосударственные националистические организации, посадили главу «Боевой организации русских националистов» Игоря Горячева и заблокировали крупные СМИ вроде «Спутник и Погром». Взамен были созданы более лояльные власти националистические организации — в частности движения «Русская община» и «Северный человек», молодёжное движение «Наши», организация «Двуглавый орёл» и телеканал «Царьград».

## Гражданский национализм
По мнению ряда исследователей, сообщество граждан Российской Федерации различной этнической, религиозной, социальной и иной принадлежности на основе исторической российской государственности сложилось в историческую и социально-политическую общность, политическую, или гражданскую нацию, получившую названия россияне, российский народ, российская нация. Эта общность имеет комплексный этнический и религиозный состав. Включают более 190 этнических общностей, из них свыше 80 % составляют русские (данные переписи населения 2010 года). 99,7 % россиян владеют русским языком. Около 70 % россиян считают себя православными. В России также распространены ислам, буддизм, иудаизм и другие религии.
По определению Научного совета РАН по комплексным проблемам этничности и межнациональных отношений:

Российская нация — гражданско-политическая общность, консолидированная на основе исторической российской государственности, члены которой обладают равными правами независимо от этнической, расовой и религиозной принадлежности, общими историко-культурными ценностями, чувством принадлежности к единому народу, гражданской ответственностью и солидарностью.
Многонациональный народ Российской Федерации — общность граждан Российской Федерации различных национальностей, объединённых государственным единством, общими интересами и историко-культурными ценностями и осознающих свою принадлежность к общности российской нации.

## Региональный национализм
Подъём национализма народы России и их национальные элиты переживали дважды. Первый период активизации начинается революционным подъёмом начала XX века, достигает пика в момент фактического распада империи и сходит на нет в годы сталинских репрессий.
Перестройка дала начало масштабным демократическим реформам (до конца не реализованным), однако при этом привела к росту сепаратизма в ряде республик. По мнению Фрэнсиса Фукуямы, отсутствие национального единства в СССР послужило одной из причин, почему стабильная демократия так и не смогла в нём возникнуть.
В результате распада СССР и смены коммунистической идеологии плюрализмом мнений произошёл рост окраинного национализма и межнациональной напряжённости.
В настоящее время проявления национализма нередко встречаются в национальных субъектах Российской Федерации. В частности, они могут быть направлены против русских, а также против Русской православной церкви и против федеральных властей.
Также в связи с этим распространены сепаратистские настроения в национальных республиках РФ.
В центральных же регионах РФ национализм направлен против людей, приехавших из других регионов страны, которые отличаются внешностью и расой. В последнее время в России происходит рост националистических настроений, связанный прежде всего со сложной миграционной ситуацией в стране и ухудшением социально-экономического положения населения.

## Критика
В российском обществознании продолжает преобладать традиция изучения национализма, в рамках которой национализм рассматривается как идеология превосходства одной нации над другой и национальной исключительности. Отмечается распространение сочинений паранаучного и расистского характера, авторами которых являются так называемые национальные элиты, включая деятелей русского национализма.
Ряд экспертов, политиков и общественных деятелей отрицают понимание жителей России как социально-политической и историко-культурной целостности в форме гражданской нации. Однако опросы населения показывают, что российская идентичность («мы — россияне») стоит на первом месте в числе других форм коллективной идентичности.